# Eleonore Linsmayer
Eleonore Linsmayer (* 11. Mai 1934 in München; † 7. November 2023 in Berlin) war eine deutsche Diplomatin.

## Leben
Eleonore Linsmayer studierte Jura, absolvierte ihre Zweite juristische Staatsprüfung und promovierte, der Titel ihrer Dissertation lautete Das Naturrecht in der deutschen Rechtsprechung der Nachkriegszeit. 1963 trat sie in den auswärtigen Dienst ein. Ihre Auslandsstationen waren Edinburgh, Tokio, Johannesburg, Genf, Houston, Washington, D.C. und Dakar.
In Genf arbeitete sie in der Ständigen Vertretung Deutschlands bei den Vereinten Nationen mit Zuständigkeiten für den Europarat und UN-Sonderorganisationen. Sie war Leiterin des Kulturreferats der Botschaft Washington. Als Volljuristin war sie als Attachée im Generalkonsulat Edinburgh, als Leiterin des Rechts- und Konsularreferats der Botschaft Tokio, Konsulin in Johannesburg und Generalkonsulin in Houston eingesetzt.
Ihren letzten Posten hatte sie, als Nachfolgerin von Thomas Fischer-Dieskau, von 1995 bis 1999 als deutsche Botschafterin in Senegal mit Sitz in Dakar, gleichzeitig war sie in Gambia, Guinea-Bissau und Kap Verde nebenakkreditiert. Ihr Nachfolger wurde Rainald Steck.

## Werke
- Das Naturrecht in der deutschen Rechtsprechung der Nachkriegszeit (Eine Übersicht über die Judikatur). Dissertation an der Universität zu München. München 1963.
- Sirenen. Nymphenburger, München 1989, ISBN 3-485-00592-4.